# Margareta Bergfelt
Anna Inga Margareta Bergfelt, född 8 oktober 1916 i Adolf Fredriks församling, Stockholm, död 4 november 2007 i Lund, var en svensk skådespelare.
Hon gifte sig 1940 med skådespelaren Gunnar Ekström. Makarna är begravda på Norra kyrkogården i Lund.

## Filmografi
- 1937 – Häxnatten
- 1938 – Dollar
- 1939 – I dag börjar livet
- 1940 – Karl för sin hatt
- 1962 – Arvtagerskan
- 1963 – Trämålning
- 1965 – Fröknarna i parken
- 1967 – Första varningen

## Teater

### Roller
| År   | Roll                    | Produktion                                                           | Regi                                             | Teater                   |
| ---- | ----------------------- | -------------------------------------------------------------------- | ------------------------------------------------ | ------------------------ |
| 1937 | Joan Collett Catherine  | En sån dag! Dodie Smith                                              | Rune Carlsten                                    | Dramaten                 |
| 1937 | Husan                   | Vår ära och vår makt Nordahl Grieg                                   | Alf Sjöberg                                      | Dramaten                 |
| 1946 | Monica Penrhyn          | Eklöv och lavendel Seán O'Casey                                      | Lars-Levi Læstadius                              | Helsingborgs stadsteater |
| 1947 | Isabella                | Lika för lika William Shakespeare                                    | Lars-Levi Læstadius                              | Helsingborgs stadsteater |
| 1947 | Fröken Mikkelsen        | Peppar och salt Siegfried Geyer och Paul Frank                       | Lars-Levi Læstadius                              | Helsingborgs stadsteater |
| 1947 | Fröken Sönstegård       | Kranes konditori Cora Sandel                                         | Lars-Levi Læstadius                              | Helsingborgs stadsteater |
| 1947 | Julia                   | Romeo och Jeanette Jean Anouilh                                      | Lars-Levi Læstadius                              | Helsingborgs stadsteater |
| 1947 | Muriel                  | Ljuva ungdomstid Eugene O’Neill                                      | Sture Ericson                                    | Helsingborgs stadsteater |
| 1947 | Medverkande             | Fängslande men flyktigt, revy                                        | Gunnar Ekström Sture Ericson Lars-Levi Læstadius | Helsingborgs stadsteater |
| 1948 | Eleonora                | Påsk August Strindberg                                               | Gunnar Ekström                                   | Helsingborgs stadsteater |
| 1948 | Rosemary                | Alltsedan paradiset J. B. Priestley                                  | Sture Ericson                                    | Helsingborgs stadsteater |
| 1948 | Jessica                 | All världens rikedom Jean-Paul Sartre                                | Lars-Levi Læstadius                              | Helsingborgs stadsteater |
| 1948 | Gertrud                 | Kamma noll Ingmar Bergman                                            | Lars-Levi Læstadius                              | Helsingborgs stadsteater |
| 1948 | Medverkande             | Titt in på Tittut, revy Rune Moberg och Tylle Herlin                 | Lars-Levi Læstadius                              | Helsingborgs stadsteater |
| 1949 | Stella Kowalski         | Längtans spårvagn Tennessee Williams                                 | Lars-Levi Læstadius                              | Helsingborgs stadsteater |
| 1949 | Jacqueline Maingot      | Diana går på jakt Terence Rattigan                                   | Gunnar Ekström                                   | Helsingborgs stadsteater |
| 1952 | Mari-Gaila              | Mordet i Barjärna Ingmar Bergman                                     | Ingmar Bergman                                   | Malmö stadsteater        |
| 1953 | Barbara                 | Rendez-vous med lyckan Jean Anouilh                                  | Johan Falck                                      | Helsingborgs stadsteater |
| 1953 | Constance Russell       | Hustruleken Louis Verneuil                                           | Gösta Cederlund                                  | Helsingborgs stadsteater |
| 1954 | Jane Viding             | Kanske en diktare Ragnar Josephson                                   | Gunnar Ekström                                   | Helsingborgs stadsteater |
| 1954 |                         | Guds gröna ängar Marc Connelly                                       | Johan Falck                                      | Helsingborgs stadsteater |
| 1954 | Hustrun                 | Skådespelaren Rudolf Värnlund                                        | Johan Falck                                      | Helsingborgs stadsteater |
| 1954 | Mrs. Tremaine           | Kärlek eller pengar F. Hugh Herbert                                  | Johan Falck                                      | Helsingborgs stadsteater |
| 1955 | Maria Eleonora          | Kristina August Strindberg                                           | Johan Falck                                      | Helsingborgs stadsteater |
| 1955 | Fru Gibbs               | Vår lilla stad Thornton Wilder                                       | Erik Berglund                                    | Helsingborgs stadsteater |
| 1955 | Fru Savary              | Madame Sans-Gêne Victorien Sardou och Émile Moreau                   | Johan Falck                                      | Helsingborgs stadsteater |
| 1955 | Delia Moon              | Måndagsäventyr John Boynton Priestley                                | Gunnar Ekström                                   | Helsingborgs stadsteater |
| 1955 | Baronessan von Neustadt | Mayerlingdramat Maxwell Anderson                                     | Johan Falck                                      | Helsingborgs stadsteater |
| 1956 | Prudence                | Kameliadamen Alexandre Dumas den yngre                               | Johan Falck                                      | Helsingborgs stadsteater |
| 1956 | Elisabetta              | Drottningen och rebellerna Ugo Betti                                 | Leo Golowin                                      | Helsingborgs stadsteater |
| 1956 |                         | Toreadorvalsen Jean Anouilh                                          | Johan Falck                                      | Helsingborgs stadsteater |
| 1956 | Grevinnan de Lorche     | Sällskapslek Erland Josephson                                        | Gunnar Ekström                                   | Helsingborgs stadsteater |
| 1957 | Donna Lucia d'Alvadorez | Charleys tant Brandon Thomas                                         | Leo Golowin                                      | Helsingborgs stadsteater |
| 1957 | Mrs Cora Leeds          | Ett brott Sigfrid Siwertz                                            | Johan Falck                                      | Helsingborgs stadsteater |
| 1957 |                         | Den fantastiske herr Pennypacker Liam O'Brien                        | Mats Johansson                                   | Folkteatern, Göteborg    |
| 1958 | Änkan Quinn             | Hjälten på den gröna ön John Millington Synge                        | Mats Johansson                                   | Folkteatern, Göteborg    |
| 1959 |                         | Romans på slottet Staffan Tjerneld och Kai Normann Andersen          | Jackie Söderman                                  | Folkteatern, Göteborg    |
| 1963 |                         | Dummerjöns Willy Keidser och Tylle Herlin                            | Jan Lewin                                        | Malmö stadsteater        |
| 1964 |                         | Bernardas hus (La casa de Bernarda Alba) Federico García Lorca       | Eva Sköld                                        | Malmö stadsteater        |
| 1965 |                         | Kvartetten som sprängdes Birger Sjöberg                              | Josef Halfen                                     | Malmö stadsteater        |
| 1965 |                         | Karmelitersystrarna Georges Bernanos                                 | Andris Blekte                                    | Malmö stadsteater        |
| 1966 |                         | Orkestern Jean Anouilh                                               | Eva Sköld                                        | Malmö stadsteater        |
| 1968 |                         | Kvinnorna från Shanghai eller Ett fall av hjärntvätt Tore Zetterholm | Per Siwe                                         | Malmö stadsteater        |
| 1978 |                         | Harvey Mary Chase                                                    | Anders Bäckström                                 | Malmö stadsteater        |
| 1979 |                         | Efter Magritte (After Magritte) Tom Stoppard                         | Andris Blekte                                    | Malmö stadsteater        |
| 1981 |                         | Blodsbröllop (Bodas de Sangre) Federico García Lorca                 | Eva Sköld                                        | Malmö stadsteater        |
| 1982 |                         | Maratondansen Horace McCoy                                           | Lucian Giurchescu                                | Malmö stadsteater        |

### Fotnoter
1. ↑  ”Margareta Bergfelt - SFdb”. https://www.svenskfilmdatabas.se/sv/Item/?type=person&itemid=60628. Läst 28 april 2022.
2. ↑  ”Margareta Bergfelt”. Svensk Filmdatabas. http://sfi.se/sv/svensk-filmdatabas/Item/?type=PERSON&itemid=60628&ref=%2ftemplates%2fSwedishFilmSearchResult.aspx%3fid%3d1225%26epslanguage%3dsv%26searchword%3dMargareta+Bergfelt%26type%3dPerson%26match%3dBegin%26page%3d1%26prom%3dFalse. Läst 4 oktober 2012.
3. ↑  Bröllopsnotis i Dagens Nyheter, 8 juli 1940, sid. 8
4. ↑  ”Ekström, Anna Inga Margareta”. SvenskaGravar.se. https://svenskagravar.se/gravsatt/0ee439ca-f14d-43a0-a50c-1d48bf081690. Läst 25 december 2023.
5. ↑  ”Mordet i Barjärna”. Ingmar Bergman Face to face. http://ingmarbergman.se/verk/mordet-i-barjärna. Läst 17 oktober 2015.
6. ↑  ”Tidningsnotis”. Dagens Nyheter:  s. 7. 17 augusti 1957. https://arkivet.dn.se/tidning/1957-08-17/222/7. Läst 9 juni 2018.
7. ↑  ”Hjälten på den gröna ön, 1958 :: föreställning”. Göteborgs stadsmuseum. https://samlingar.goteborgsstadsmuseum.se/carlotta/web/object/735759. Läst 8 december 2021.
8. ↑  ”Tidningsnotis”. Dagens Nyheter:  s. 10. 3 januari 1958. https://arkivet.dn.se/tidning/1958-01-03/2/10. Läst 9 juni 2018.
9. ↑  ”Operett på Folkteatern”. Dagens Nyheter:  s. 17. 25 april 1959. https://arkivet.dn.se/tidning/1959-04-25/111/17. Läst 9 juni 2018.